# 小行星5590
小行星5590（英語：5590）是一颗围绕太阳公转的小行星。1990年11月9日，太空监视在基特峰发现了此天体。
这颗小行星的绝对星等为34.45158675600126等。